# 景炎
景炎（1276年五月—1278年四月）是宋端宗赵昰的年号。南宋使用这个年号共3年。

## 改元
- 德祐二年——二月五日，宋恭帝向元朝投降。五月一日，宋端宗即位，改元景炎。[2][3]
- 景炎三年——四月十五日，宋端宗去世。四月十七日，衛王趙昺即位。五月一日，改元祥興。[4][5]

## 紀年農曆對照表
表格中各月的干支即為各月的第1日，「大」表示該月有30日，「小」表示該月有29日，「閏月」表格中的中文數字表示該年為閏某月，各月初一底下的數字表示對應的西曆日期。
| 公元   | 干支 | 紀年     | 正月   | 二月   | 三月   | 四月   | 五月   | 六月   | 七月   | 八月   | 九月   | 十月   | 十一月 | 十二月   | 閏月 |
| ------ | ---- | -------- | ------ | ------ | ------ | ------ | ------ | ------ | ------ | ------ | ------ | ------ | ------ | -------- | ---- |
| 1276年 | 丙子 | 景炎元年 |        |        |        |        | 乙未小 | 甲子大 | 甲午小 | 癸亥小 | 壬辰大 | 壬戌小 | 辛卯大 | 辛酉大   |      |
| 1276年 | 丙子 | 景炎元年 |        |        |        |        | 6/14   | 7/13   | 8/12   | 9/10   | 10/9   | 11/8   | 12/7   | 1277/1/6 |      |
| 1277年 | 丁丑 | 景炎二年 | 辛卯小 | 庚申大 | 庚寅大 | 庚申小 | 己丑大 | 己未小 | 戊子大 | 戊午小 | 丁亥小 | 丙辰大 | 丙戌小 | 乙卯大   |      |
| 1277年 | 丁丑 | 景炎二年 | 2/5    | 3/6    | 4/5    | 5/5    | 6/3    | 7/3    | 8/1    | 8/31   | 9/29   | 10/28  | 11/27  | 12/26    |      |
| 1278年 | 戊寅 | 景炎三年 | 乙酉小 | 甲寅大 | 甲申大 | 甲寅小 |        |        |        |        |        |        |        |          |      |
| 1278年 | 戊寅 | 景炎三年 | 1/25   | 2/23   | 3/25   | 4/24   |        |        |        |        |        |        |        |          |      |

## 同期存在的其他政权年号
- 中國
  - 至元（1264年－1294年）：元朝—元世祖忽必烈之年號
- 日本
  - 建治（1275年－1278年）：後宇多天皇之年號
  - 弘安（1278年－1288年）：後宇多天皇與伏見天皇之年號
- 越南
  - 寳符（1273年－1278年）：陳朝—陳聖宗陳晃之年號

## 参看
- 中国年号索引

## 深入閱讀
- 李崇智. . 北京: 中華書局. 2004年12月. ISBN 7101025129.
- 鄧洪波. . 臺北: 國立臺灣大學東亞經典與文化研究計劃. 2005年3月  [2021-11-21]. ISBN 9789860005189. （原始内容 (pdf)存档于2007-08-25）.

| 前一年號： 德祐 | 南宋年號 景炎 | 下一年號： 祥兴 |